# Mosquée Hasanmurod Qushbegi
 (novembre 2023).
 (décembre 2023).
La mosquée Hasanmurod Qushbegi est un site historique situé dans la ville de Khiva, dans la région de Khorezm en Ouzbékistan. La mosquée a été construite à la fin du XVIIIe siècle ou au début du XIXe siècle près de la porte « Bogcha ». Le site fait partie du complexe d'Itchan Kala (ou Ichan Qala) et est situé en face de la médersa Amir Tura.
La mosquée Hasanmurod Qushbegi est administrativement sous la propriété de l'État et gérée par le musée-réserve d'Itchan Qala.

## Histoire et architecture
La mosquée est construite vers la fin du XVIIIe siècle ou au début du XIXe siècle. Le bâtiment est financé et supervisé par le chef des tisserands de tapis locaux, Hasanmurod Qushbegi, et son parent Shoh Niyoz.
La mosquée Hasanmurod Qushbegi est située à proximité immédiate de la madrassa Amir Tura, positionnée derrière la madrassa Muso Tura au sein de l'Itchan Qala historique. Cette mosquée, bien que modeste en taille, présente une conception architecturale rectangulaire bien pensée. Son agencement comprend une cour carrée avec une entrée en arc unique, accueillant des salles de prière voûtées à deux arcs et des annexes supplémentaires judicieusement situées le long des côtés nord et est de la structure.
Un minaret, une addition ultérieure à la mosquée, orne le coin nord-est, rehaussant ainsi l'apparence générale et la signification historique de la mosquée. L'extérieur de la mosquée est orné d'un travail de briques élégant mais discret, ce qui contribue à son charme. À l'intérieur, le mihrab, point focal de la prière dans la mosquée, est orné de motifs complexes et ornés, créant ainsi un sentiment de révérence et d'émerveillement pour ceux qui prient entre ses murs,.
Les portes d'entrée de la mosquée sont ornées de calligraphie islamique, mettant en valeur l'importance culturelle et religieuse de la structure. En tant que partie intégrante de l'ensemble plus vaste de monuments historiques et architecturaux de l'Itchan Qala, la mosquée Hasanmurod Qushbegi contribue à la trame de ce site du patrimoine mondial de l'UNESCO, préservant ainsi l'histoire et le patrimoine de la région pour les générations à venir.
Le minaret principal d'origine de la mosquée Hasanmurod Qushbegi n'a pas survécu, et seul un minaret de taille plus petite à l'entrée, du côté gauche de la façade, est encore debout. Aujourd'hui, la mosquée abrite également une petite salle de prière au dernier étage.
En 1997, la mosquée Hasanmurod Qushbegi fait l'objet d'un effort de restauration important visant à préserver et à maintenir ce site historique pour les générations futures. Ces travaux de restauration sont essentiels pour garantir la continuité de la signification culturelle et architecturale de la mosquée. 
En 2017, dans le cadre d'un projet financé par le gouvernement chinois, la mosquée Hasanmurod Qushbegi, ainsi que la madrassa Amir Tura située dans le complexe d'Itchan Qala, font l'objet d'une restauration et d'une rénovation supplémentaires. Cette subvention est rendue possible grâce à un accord entre le ministère de la Culture et le ministère du Commerce extérieur de l'Ouzbékistan, signé en 2016, dans le cadre du programme « Restauration des objets historiques et culturels dans la région de Khorezm ».